# Leptotettix crassicerci
Leptotettix crassicerci är en insektsart som beskrevs av Piza Jr. 1976. Leptotettix crassicerci ingår i släktet Leptotettix och familjen vårtbitare. Inga underarter finns listade i Catalogue of Life.